# بن بيد (شنبة)
بن بید (بالفارسية: بن‌بید) هي قرية تقع في إيران في قسم شنبة الريفي. يقدر عدد سكانها بـ 170 نسمة بحسب إحصاء 2016.